# Palau dels esports de Pau
El Palau dels esports de Pau és un pavelló poliesportiu situat a la ciutat de Pau, al departament francès dels Pirineus Atlàntics. Tot i ser un espai poliesportiu, s'utilitza essencialment per a partits de bàsquet, ja que és el camp de l'Élan béarnais Pau-Lacq-Orthez.
Segons el diari esportiu L'Équipe, el Palau dels esports de Pau és un dels «mítics estadis de la Pro A».

## Història
El Palau dels esports de Pau neix de l'encontre de la ciutat de Pau i l'Élan Béarnais. Aquest club de bàsquet, abans establert a Ortès, va traslladar-se a Pau per adaptar-se a les exigències de la professionalitat; la unió, doncs, amb la veïna ciutat de Pau s'havia convertit en una necessitat econòmica per a Ortès, de tan sols 10.000 habitants. L'any 1989, l'Élan es va convertir en l'Elan Béarnais Pau-Orthez.
Les consideracions econòmiques no van ser les úniques que van motivar aquest acostament. La sala mítica de la Moutète d'Ortès s'havia convertit amb els anys en inadequada per a un club que aspirava a ser líder del bàsquet francès. Aleshores es va construir a Pau un pavelló poliesportiu, força gegantí per a l'època, per acollir aquest "nou" club.
La seva construcció es va acabar a principis de 1991, quan l'Élan Béarnais Pau-Orthez van abandonar la Sala de la Moutète d'Ortès per establir-se a Pau. La inauguració va comptar amb la presència de Laurent Fabius, president de l'Assemblea Nacional, l'alcalde de Pau André Labarrère, el president de l'Élan Pierre Seillant, entre d'altres convidats. El Palau es va inaugurar amb una victòria de l'Elan sobre CSP Limoges per 109 a 97.
L'any 2020, amb motiu del trentè aniversari del Palau dels Esports, l'ex jugador de bàsquet i entrenador Vincent Collet va consider que "El Palau dels Esports de Pau és la catedral del nostre esport".

## Característiques arquitectòniques
L'edifici és el fruit del treball de dos arquitectes: Jean-Michel Lamaison i Michel Camborde i va ser batejat com "el pavelló ideal" per la revista Maxi-Basket.

### Arquitectura i característiques

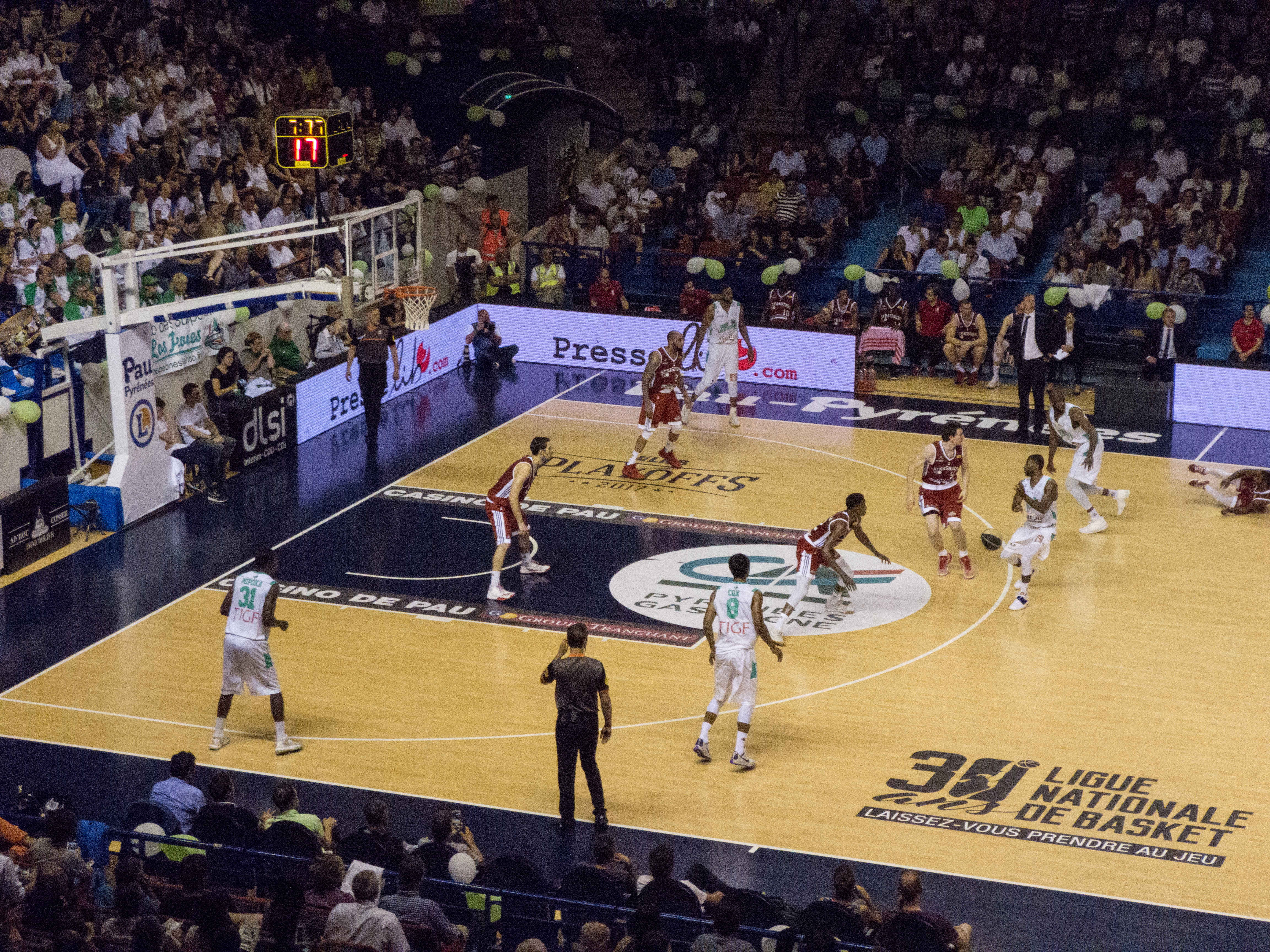
Partit al Palau dels esports entre l'Élan i el Strasburg.

L'estructura està sostinguda per quatre torres quadrades que també marquen les entrades. Les torres estan comunicades per quatre bigues de gelosia metàl·lica que suporten una volta central en contacte directe amb la llum natural. La volta està il·luminada per 4 lents de 50 metres de llarg i 7,20 metres d'alçada. El terrat del Palau es troba a 25 metres d'alçada. Les façanes transparents de vidre li donen gran lleugeresa a l'edifici alhora que una impressió funcional.

### Descripció tècnica
- Forma octogonal al voltant de 4 torres quadrades.
- 7.707 seients incloent aproximadament 500 palcs
- Altura total: 28 metres
- Superfície vidriada: 4.500 m²
- Cost: 12 milions d'euros sense impostos (~78 milions de francs)